# Анна фон Лихтенберг
Анна Агнес фон Лихтенберг (на немски: Anna Agnes von Lichtenberg; * 25 октомври 1442 в Лихтенау; † 24 януари 1474) e наследничка на Господство Лихтенберг и чрез женитба графиня на Графство Ханау.

## Произход и смърт
Тя е дъщеря на Лудвиг V фон Лихтенберг (1417 – 1474) и съпругата му Елизабет фон Хоенлое-Вайкерсхайм († 1488), дъщеря на граф Албрехт I фон Хоенлое-Вайкерсхайм († 1429) и Елизабет фон Ханау († 1475), дъщеря на господар Улрих V фон Ханау и Елизабет фон Цигенхайн.
Анна умира през 1474 г. и е погребана в градската църква „Св. Николаус“ в Бабенхаузен заедно с нейния съпруг Филип I фон Ханау-Бабенхаузен и нейните рано починали два сина, Йохан и Дитер.

## Фамилия
Анна се омъжва на 3 септември 1458 г. в Ханау за граф Филип I Стари фон Ханау-Бабенхаузен (1417 – 1480). Те имат децата:
- Йохан фон Лихтенберг-Бабенхаузен (* 1460; † 14 септември 1473)
- Филип II фон Лихтенберг-Бабенхаузен (* 31 май 1462; † 22 август 1504), граф на Бабенхаузен, граф на Ханау-Лихтенберг, 1480 г. женен за Анна фон Изенбург-Бюдинген (1460 – 1522)
- Маргарета фон Ханау-Лихтенберг (1463 – 1504), омъжена 1484 г. за граф Адолф III фон Насау-Висбаден-Идщайн (1443 – 1511)
- Лудвиг фон Лихтенберг-Бабенхаузен (* 23 август 1464; † 30 декември 1484), умира в Тренто след поклонение в Йерусалим
- Анна († 1491), монахиня в манастир Мариенборн
- Дитер фон Лихтенберг-Бабенхаузен (* 1468; † 25 февруари 1473)
- Албрехт фон Лихтенберг-Бабенхаузен (* 1474; † 24 юни 1491)
- Амалия фон Ханау-Лихтенберг (* 1480; † 1542)

## Лихтенбергско наследство
През 1480 г. нейният съпруг Филип I Стари фон Ханау-Бабенхаузен, уредено от нея, наследява за децата им от нейния умрял бездетен чичо, Якоб фон Лихтенберг, фогт на град Страсбург, заедно с нейната сестра Елизабет фон Лихтенберг, която е омъжена за граф Симон IV Векер фон Цвайбрюкен-Бич, по половината от намиращото се в голяма част в Елзас Господство Лихтенберг. Това увеличава значително територията на скромното Графство Ханау-Бабенхаузен, което започва да се нарича Графство Ханау-Лихтенберг.

## Галерия
- Граф Йохан фон Лихтенберг
- Граф Дитер фон Лихтенберг
- Епитафи на Филип I Стария фон Ханау-Лихтенберг, съпругата му, Анна фон Лихтенберг, и техните синове Йохан и Дитер в графската църква на Бабенхаузен (Хесен)